# Joe's Own Editor
Joe's Own Editor 또는 JOE는 GPL로 배포되는 유닉스 시스템용 ncurses 기반 문서 편집기이다. 쉬운 사용을 목적으로 설계되었다.
JOE는 대부분의 주요 리눅스 배포판, 오픈 소스 BSD 시스템, 애플 macOS(홈브루 등 패키지 관리자를 통해)를 지원한다.

## 같이 보기
- 문서 편집기 목록
- 워드스타